# وزارة أنور السادات الأولى
وزارة الرئيس محمد أنور السادات الأولى هي الوزارة الثالثة والتسعون في تاريخ مصر وتشكلت في 27 مارس 1973. تضمنت المادة الأولى من قرار تشكيل الوزارة أن يتولى الرئيس محمد أنور السادات رئاسة مجلس الوزراء، فيما تضمنت المادة الثانية أن يعين محمد عبد القادر حاتم نائباً لرئيس الوزراء للثقافة والإعلام وأن ينوب عن الرئيس في اجتماعات مجلس الوزراء وأن يتولى تقديم برنامج الحكومة في مجلس الشعب.:83:85

## أعضاء الحكومة
| الوزارة | الوزير                    |
| --- | ------------------------- |
| رئيس مجلس الوزراء | محمد أنور السادات         |
| نائب رئيس مجلس الوزراء للثقافة والإعلام (ينوب عن رئيس مجلس الوزراء في اجتماعات المجلس ويتولى تقديم برنامج الحكومة إلى مجلس الشعب) | محمد عبد القادر حاتم      |
| نائب رئيس مجلس الوزراء ووزيراً للداخلية                                                                                            | ممدوح سالم                |
| نائب رئيس مجلس الوزراء ووزيراً للمالية والاقتصاد والتجارة الخارجية                                                                 | عبد العزيز حجازي          |
| نائب رئيس مجلس الوزراء للشئون الدينية ووزيراً للأوقاف                                                                              | عبد العزيز كامل           |
| الحربية | أحمد إسماعيل              |
| الإنتاج الحربي | أحمد كامل البدري          |
| الخارجية | محمد حسن الزيات           |
| المواصلات | محمود رياض                |
| التخطيط | السيد جاب الله السيد      |
| الطيران المدني | أحمد نوح                  |
| الكهرباء | أحمد سلطان                |
| الإعلام | محمد مراد غالب            |
| الشئون الاجتماعية | عائشة راتب                |
| التربية والتعليم | علي عبد الرازق            |
| الري | عزيز يوسف سعد             |
| استصلاح الأراضي | عثمان عدلي بدران          |
| الصحة | محمود محفوظ               |
| القوى العاملة | صلاح الدين محمد غريب      |
| الثقافة | يوسف السباعي              |
| العدل | فخري محمد عبد النبي       |
| الزراعة والإصلاح الزراعي | محمد محب محمد زكي         |
| الإسكان والتشييد | محمود أمين عبد الحافظ     |
| البترول والثروة المعدنية | أحمد عز الدين هلال        |
| الصناعة | إبراهيم سالم محمدين       |
| التأمينات | حسن أحمد الشريف           |
| التموين والتجارة الداخلية | أحمد محمد ثابت            |
| السياحة | إسماعيل فهمي              |
| شئون الأزهر | عبد العزيز محمد عيسى      |
| التعليم العالي | محمد كامل ليلة            |
| النقل البحري | اللواء عبد المعطي العربي  |
| النقل | الحسيني عبد اللطيف        |
| الدولة للتخطيط | إسماعيل صبري عبد الله     |
| الدولة للشباب | أحمد كمال أبو المجد       |
| الدولة لأمانة الحكم المحلي والمنظمات الشعبية                                                                                      | أحمد فؤاد محيي الدين      |
| الدولة لشئون مجلس الوزراء | عبد الفتاح عبد الله محمود |
| الدولة لشئون مجلس الشعب | ألبرت برسوم سلامة         |

## تعديلات
- في 28 يونيو 1973 صدر قرار بتفويض رئيس مجلس الوزراء في مباشرة اختصاصات رئيس الجمهورية، وتلاه قرار بتفويض محمد عبد القادر حاتم في مباشرة اختصاصات رئيس الوزراء.
- في 3 أكتوبر 1973 صدر قرار بأن يكون:
  - محمد عبد القادر حاتم نائباً لرئيس الوزراء للثقافة والإعلام ووزيراً للإعلام.
  - محمد مراد غالب وزيراً مقيماً بالجمهورية العربية الليبية على أن يحضر اجتماعات مجلس الوزراء بالقاهرة.
- في 13 أكتوبر 1973 صدر قرار بأن يقوم إسماعيل فهمي (وزير السياحة) بأعمال وزير الخارجية بالإضافة إلى عمله.
- في 27 أكتوبر 1973 صدر قرار بتعيين عثمان أحمد عثمان وزيراً للتعمير.
- في 31 أكتوبر 1973 صدر قرار بتعيين محمد حسن الزيات وزير الخارجية مستشاراً لرئيس الجمهورية.
- في 31 أكتوبر 1973 صدر قرار بتعيين إسماعيل فهمي وزيراً للخارجية.
- في 15 مارس 1974 صدر قرار بتولي أحمد فؤاد محيي الدين أعمال الوزير المقيم في الجمهورية العربية الليبية بالإضافة إلى عمله.